# Kenny Athiu
Kenjok Athiu, detto Kenny (5 agosto 1992), è un calciatore sudsudanese, attaccante del Dandenong City.